# Ron Talsky
Ronald Albert „Ron“ Talsky (* 7. November 1934 im Los Angeles County, Kalifornien; † 9. September 1995 in Los Angeles, Kalifornien) war ein US-amerikanischer Kostümbildner.

## Leben
Ronald Albert Talsky wurde 1934 als einer von zwei Söhnen des Ehepaares Samuel und Helen Talsky (gebürtige Neiman) im Los Angeles County geboren.
Er begann seine Karriere als Kostümbildner in der Filmbranche Anfang der 1960er Jahre. 1971 entwarf er Raquel Welchs Kostüm für die Oscarverleihung 1971. In den frühen 1970er Jahren war Talsky mit Welch liiert und wurde ihr persönlicher Kostümbildner. Talsky verantwortete Welchs Kostüme in Filmen wie Sheila, Die drei Musketiere und Die vier Musketiere – Die Rache der Mylady. Für das 1974 produzierte Fernsehspecial Really, Raquel war er zusätzlich auch als Executive Producer tätig. Weitere Versuche, mit Unterstützung von Welch stärker in die Produktion der mit ihr besetzten Filme einzugreifen, scheiterten. Mitte der 1970er Jahre trennte sich das Paar.
Für den Mantel-und-Degen-Film Die vier Musketiere – Die Rache der Mylady lieferte Talsky letztlich nur einige wenige Kostüme für Welch, nachdem die Schauspielerin zuvor wegen „künstlerischer Differenzen“ damit gedroht hatte, sich von den Dreharbeiten zurückzuziehen. Welch hatte sich darüber beschwert, dass die von der hauptverantwortlichen Kostümbildnerin Yvonne Blake gelieferten authentischen historischen Kleider sie einschränken und entstellen würden. Im finalen Film trägt sie lediglich ein von Talsky geliefertes Kleid. Blake musste sich notgedrungen 1976 die Nominierung für den Oscar für das Beste Kostümdesign mit Talsky teilen.
1979 verantwortete Talsky die Kostüme der 51. Oscarverleihung. Neben seiner Arbeit als Kostümbildner versuchte er sich ab Ende der 1970er Jahre auch kurzfristig als Produktionsdesigner. Von 1983 bis 1987 schuf er das Kostümbild von über 70 Episoden der Krimiserie Remington Steele. In den frühen 1990er Jahren arbeitete er mehrheitlich für Fernsehproduktionen und B-Movies.
Er starb am 9. September 1995 im Alter von 60 Jahren in Los Angeles.

## Filmografie (Auswahl)
- 1960: Sieben Wege ins Verderben (Seven Ways from Sundown)
- 1960: Alamo (The Alamo)
- 1961: Zwei ritten zusammen (Two Rode Together)
- 1962: Botschafter der Angst (The Manchurian Candidate)
- 1962: Der Mann, der Liberty Valance erschoß (The Man Who Shot Liberty Valance)
- 1962: Das war der Wilde Westen (How the West Was Won)
- 1963: MacLintock
- 1970: Tell Me That You Love Me, Junie Moon
- 1971: The Sporting Club
- 1971: So gute Freunde (Such Good Friends)
- 1972: Round Up (Kansas City Bomber)
- 1972: A Separate Peace
- 1973: Sheila (The Last of Sheila)
- 1973: Die drei Musketiere (The Three Musketeers)
- 1973: Der Hit – Der Kampf gegen die Drogen (Hit!)
- 1974: Die vier Musketiere – Die Rache der Mylady (The Four Musketeers)
- 1974: Really, Raquel (Fernsehspecial)
- 1974: König Ballermann (99 and 44/100% Dead!)
- 1975: Wild Party (The Wild Party)
- 1975: Sheila Levine Is Dead and Living in New York
- 1975: Ins Herz des wilden Westens (Hearts of the West)
- 1976: Echos eines Sommers (Echoes of a Summer)
- 1976: C.R.A.S.H. (Mother, Jugs & Speed)
- 1977: Billy Jack Goes to Washington
- 1977: Die Tiefe (The Deep)
- 1978: Heiße Schüsse, kalte Füße (Hot Lead and Cold Feet)
- 1979: Zum Überleben verdammt (Ravagers)
- 1979: Jaguar lebt (Jaguar Lives!)
- 1980: Max’s Bar (Inside Moves)
- 1981: Crazy Street Life (Chu Chu and the Philly Flash)
- 1982: Psycho-Killer (Double Exposure)
- 1982: Champions (That Championship Season)
- 1983–1987: Remington Steele (Fernsehserie, 72 Episoden)
- 1984: Der Bär (The Bear)
- 1984: Karussell der Puppen (Paper Dolls, Fernsehserie, 6 Episoden)
- 1985: That’s Dancing!
- 1986: Ein Gaunerstück mit alten Meistern (A Masterpiece of Murder, Fernsehfilm)
- 1986: Dead or Alive (The Penalty Phase, Fernsehfilm)
- 1987: Das Versprechen des Elmer Jackson (After the Promise, Fernsehfilm)
- 1988: Anthony II – Die Bestie kehrt zurück (The Cellar)
- 1989: Detroit City – Ein irrer Job (Collision Course)
- 1990: Detective Kid (The Gumshoe Kid)
- 1990: Du sollst nicht töten (Vietnam, Texas)
- 1990: Spuk am Lagerfeuer (Grim Prairie Tales: Hit the Trail… to Terror)
- 1991: Tschernobyl – Die letzte Warnung (Chernobyl: The Final Warning, Fernsehfilm)
- 1992: Lady Against the Odds
- 1993: Shootfighter: Fight to the Death
- 1993: Der Schrei der Taube (Betrayal of the Dove)
- 1993: Bodyguard für heiße Nächte (Night Eyes Three)
- 1993: Bonanza – Die Rückkehr auf die Ponderosa (Bonanza: The Return, Fernsehfilm)
- 1993: Snapdragon – Mörderische Tätowierung (Snapdragon)
- 1994: Texas – Kampf um die Freiheit (Texas, Fernsehfilm)
- 1995: Bonanza – Angriff auf die Ponderosa (Bonanza: Under Attack, Fernsehfilm)
- 1996: Midnight Heat (Blackout, Fernsehfilm)